# Okuri-Inu
L’Okuri-Inu (送り犬 ; « chien suiveur ») est un yōkai, créature transmises dans de nombreux récits de différentes régions du Japon, allant du Tohoku jusqu'à Kyushu. Parfois associé à un loup, il est désigné sous le nom d’Okuri-Ōkami, et son comportements varie légèrement selon les régions. Dans les contextes les plus généraux, il est simplement associé à un chien errent ou à un loup, sous le nom de Yamainu (野犬, 山犬, 犲  ; "chien des montagnes"), un terme synonyme du mot "loup" (Ōkami).

## Description
Lorsque quelqu'un marche sur un chemin de montagne la nuit, il arrive qu’un chien le suive de près. Si la personne trébuche, elle est immédiatement attaquée puis dévorée par la bête. Cependant, en simulant une pause en s'asseyant et en montrant que l’on se repose, souvent par des expressions tel que : dokkoi-sho ; « Ouf, je me repose », ou encore shindoiwa ; « Quel soulagement ! », l’animal reste sur ses positions. Ce comportement est relativement commun dans de nombreuses régions. Toutefois, dans certains endroits, le chien essaie de faire trébucher la personne, et dans d’autres, c’est une meute entière qui apparaît pour l’attaquer si elle tombe.
Dans certaines régions, on raconte que, si la personne réussit à sortir indemne de la montagne, elle doit remercier l' okuri-inu en lui disant des choses comme  sayonara ; « Au revoir » ou encore omiokuri arigatō ; « Merci de m'avoir accompagné », afin de dissuader le chien de la suivre davantage. 
Car dans certaines versions, l' okuri-inu ne se contente pas seulement de suivre les gens, mais leur présence a tendance à éloigner les autres animaux, comme les meutes de chiens errants, les loups ou les ours. 
Dans d'autres versions, il est dit qu'une fois rentré chez soi, il faut se laver les pieds et offrir un plat à l' okuri-inu en signe de gratitude pour son escorte, après quoi, il s'en va.

## Folklore
Un récit issu de la première moitié du XXe siècle, dans le recueil Chikuma-gun Mintan-shu, écrit par Oyama Masao, raconte l'histoire d'une femme du village de Shioda (actuellement partie de Ueda dans la préfecture de Nagano) qui, en chemin pour retourner chez ses parents pour accoucher, a accouché sur un chemin de montagne. Plusieurs okuri-inu sont apparus la nuit, mais au lieu de l'attaquer, ils ont protégé la mère et l'enfant des loups. L'un des chiens a même conduit son mari à elle, permettant au couple de se retrouver. En signe de gratitude, ils ont offert du riz rouge aux okuri-inu. Le riz rouge est considéré dans les croyances folklorique comme un plat à manger dans de grandes occasions.
Dans les régions s'étendant du Kanto au Kansai, ainsi qu'à Kochi, l’okuri-inu est souvent appelé Okuri-okami (送り狼, loup suiveur). Comme l’okuri-inu, il suit les personnes la nuit sur les chemins de montagne et peut les dévorer si elles trébuchent. Cependant, si la personne réagit correctement, le loup peut la protéger des autres créatures sauvages. Selon le Honchō Shokukan, si l'on implore l’okuri-okami de ne pas attaquer, il protège des dangers dans les montagnes. De plus, dans le Wakan Sansai Zue, il est dit que l’okuri-okami saute par-dessus la tête des voyageurs sans leur faire de mal, tant qu'ils ne montrent pas de peur. En revanche, si ceux-ci tombent de frayeur, il se jette sur eux pour les dévorer. Il est aussi mentionné que l'odeur de la mèche à feu le fait fuir, il est donc vivement conseillé d'en porter lors des voyages en montagne. Dans d'autres récits, on dit qu'il suffit de lui parler calmement ou de fumer une cigarette pour qu'il ne vous attaque pas et vous escorte jusque chez vous, après quoi il s'en va satisfait si on lui offre de la nourriture ou une sandale. Tout comme les renards, les okuri-okami sont dits amateurs de ces objets.
Dans la péninsule d'Izu et la ville de Toda dans la préfecture de Saitama, il existe un yokai similaire appelé Okuri-itachi (送り鼬 ;  « belette suiveuse »). Ce yōkai suit également les voyageurs la nuit, mais il est dit que si on lui jette une sandale, il la saisit et repart,.
Le folkloriste, spécialiste des yokaïs Kenji Murakami (ja) émet l'hypothèse que les récits sur l’okuri-okami seraient basés sur un comportement réel observé chez le loup au japon, qui suivrait les populations humaines lors de leurs trajets pour surveiller leurs faits et gestes.
L'expression « Okuri-okami » est aussi utilisée pour désigner un homme qui poursuit une femme avec de mauvaises intentions, une référence à cette légende du loup « stalker ».

## Mentions dans d'autres domaines
- Le nom scientifique du loup de Honshū, canis lupus hodophilax, dont le terme hodophilax, est un assemblage de deux racines grecques ὁδός / hodos (« chemin ») et φύλαξις / phulaxis (« garde »), signifie « gardien de chemin », est une référence à l' okuri-inu[5]. Dans fauna japonica, ce terme scientifique a été traduit en français sous le nom de chien hodophile[6].